# Neckeropsis boiviniana
Neckeropsis boiviniana är en bladmossart som beskrevs av Cardot in Grandidier 1915. Neckeropsis boiviniana ingår i släktet Neckeropsis och familjen Neckeraceae. Inga underarter finns listade i Catalogue of Life.